# Plecia aruensis
Plecia aruensis är en tvåvingeart som beskrevs av Edwards 1925. Plecia aruensis ingår i släktet Plecia och familjen hårmyggor. Inga underarter finns listade i Catalogue of Life.